# Ben Stroman
Bernard Johan Hendrik (Ben) Stroman (Rotterdam, 18 april 1902 - Bloemendaal, 15 april 1985) was een Nederlands criticus, journalist en schrijver.

## Leven
Ben Stroman wordt op 18 april 1902 geboren in Rotterdam als zoon van de directeur van een blikfabriek. Na een tijd in Duitsland te hebben gewoond en gewerkt, keert hij begin jaren '20 terug naar Nederland om bij het Dagblad van Rotterdam journalistieke ervaring op te doen. In 1927 gaat hij voor het Algemeen Handelsblad schrijven. In 1932 verschijnt zijn eerste roman, Stad, een licht experimenteel boek in de stijl van de nieuwe zakelijkheid.
Na de oorlog, in 1946, verhuist Stroman naar Amsterdam, om daar de positie van Chef Kunst in te vullen bij het bij het Algemeen Handelsblad. Deze functie zou hij vervullen tot aan zijn pensioen in de jaren zestig. In deze tijd wordt Ben Stroman een invloedrijk man in de kunstwereld, blijkens zijn talloze kritieken, publicaties en (literaire en toneel-) juryschappen. Hij schrijft vooral toneelkritieken in deze jaren, hoewel hij ook meer dan 120 literaire kritieken schreef voor het Algemeen Handelsblad en andere kranten en tijdschriften zoals De Vlaamse Gids en het Critisch Bulletin. Ook publiceert hij in 1951 een overzicht van de Nederlandse roman voor en na de Tweede Wereldoorlog.
Ook als schrijver blijft Stroman actief. In 1950 wint hij de NUTS-prijs voor zijn roman Kleine Diefjes Worden Groot (verschenen in 1949). Als toneelcriticus en -liefhebber heeft Stroman meer succes. Hij is lange tijd de Nederlandse voorzitter van het Internationaal Theater Instituut en betrokken bij het blad Het Toneel. Stroman wordt vooral invloedrijk in de toneelwereld vanwege zijn recensies, omdat hij een van de weinige recensenten is die toneel probeert te analyseren volgens een eigen theorie. Hierdoor ligt Stroman regelmatig overhoop met toneelmakers. In 1967 wint hij de Pierre Bayle-prijs voor de toneelkritiek.
Voor de Koningsspelen ter gelegenheid van het 50-jarig regeringsjubileum van Koningin Wilhelmina schrijft Stroman In Nêerlands tuin een vierjaargetijdenspel naar een idee van Carel Briels, waarvoor Max Vredenburg de muziek componeert. Op 31 augustus 1948 wordt het opgevoerd in het Olympisch Stadion (Amsterdam).
In 1981 publiceert hij zijn autobiografie Vandaag Bestaat Niet. In deze tijd gaat zijn spraakvermogen achteruit en daarom schrijft hij zijn herinneringen op. In het voorjaar van 1985 overlijdt Ben Stroman drie dagen voor zijn 83-ste verjaardag te Bloemendaal.
Ben Stroman is grootvader van regisseur en schrijver Marcel Visbeen.

## Stijl en specialisme
Zijn recensies en boeken worden er met de jaren niet eenvoudiger op. Stroman is een intellectueel en houdt ervan om met kennis te strooien in zijn besprekingen. Qua besproken werk is Stroman erg veelzijdig. Hij heeft geen voorkeur voor een bepaald genre of type schrijvers.

### Proza
- Stad (1932)
- René François Aristide (1934)
- Obbe Philipsz, oudste der doopers (1935)
- Vrouwe-polder (1938)
- Waarom St. Nicolaas in 1944 niet bij de Rotterdamsche kindertjes kon komen rijden (1945)
- De karpervijver (verhalenbundel) (1947)
- Het huis Carbentus (1949)
- Kleine diefjes worden groot (1949)
- Overspeligen (1958)
- De gevloekte verlosser (1961)
- Vandaag bestaat niet. Autobiografische fragmenten (1981)

### Beschouwend werk
- Overzicht en indrukken, de Nederlandse roman in de periode 1940-1950 (1951)
- De Nederlandse toneelschrijfkunst (1973)

## Prijzen
- NUTS-prijs voor Kleine diefjes worden groot (1950)
- Pierre Bayle-prijs voor de toneelkritiek (1967)